# Tiszabecs
Tiszabecs es un pueblo ubicado en el distrito de Fehérgyarmat, en el condado de Szabolcs-Szatmár-Bereg, Hungría.

## Superficie
Posee una superficie de 17,14 kilómetros cuadrados.

## Demografía
Hasta 2019 la población era de 1439 habitantes, con una densidad de población de 83,96 habitantes por kilómetro cuadrado.